# آمون-ام-اوپت
آمون-ام-اوپت (به فرانسوی: Aménémopé) از فرعونهای دودمان بیست و یکم در مصر باستان و فرزند پسوسنس یکم یکم بود. نام او به معنای «آمون در جشن اوپه (اوپت)» می‌باشد.
در سال‌های پایانی فرمانروایی پدرش، آمون-ام-اوپت به شکل هم-پادشاه جوان‌تر به او خدمت می‌کرد. این مسئله در تکه‌ای از نوارهای یک مومیایی از آن دوران دانسته شده است. مان‌تو می‌نویسد که او ۹ سال فرمانروایی کرد. آرامگاه‌های پسوسنس یکم و آمون-ام-اوپت توسط مصرشناس فرانسوی، پییر مونته، در طی کاوش‌هایش در ۱۹۴۰ در تانیس بی آسیب‌دیدگی کشف شدند و گنجینه‌های شاخصی همچون نقاب‌های طلایی مومیایی‌های آن دو و جواهرات باارزش دیگر به دست آمدند. مونته در آوریل ۱۹۴۰ آرامگاه آمنم‌اوپه را گشود. یک ماه بعد، آلمان‌های نازی به فرانسه حمله کردند و کاوش‌های باستان‌شناسانه در آن مکان تا پیش از پایان جنگ به تعویق افتادند. آرامگاه آمون-ام-اوپت سرانجام در ۱۹۴۶ به کاوش رسید و نتایج یافته‌های آن در ۱۹۵۸ به چاپ رسید.